# Гагаринский переулок
Гага́ринский переу́лок (до XVIII века — Ста́рая Коню́шенная у́лица, До́лгий переу́лок, в 1962—1993 годах — у́лица Рыле́ева) — переулок в Центральном административном округе города Москвы. Проходит от Гоголевского бульвара до Плотникова переулка, лежит к югу от переулка Сивцев Вражек параллельно ему. Нумерация домов ведётся от Гоголевского бульвара.
Один из немногих топонимов с упоминанием фамилии Гагарин, не связанных с первым в мире космонавтом.

## История

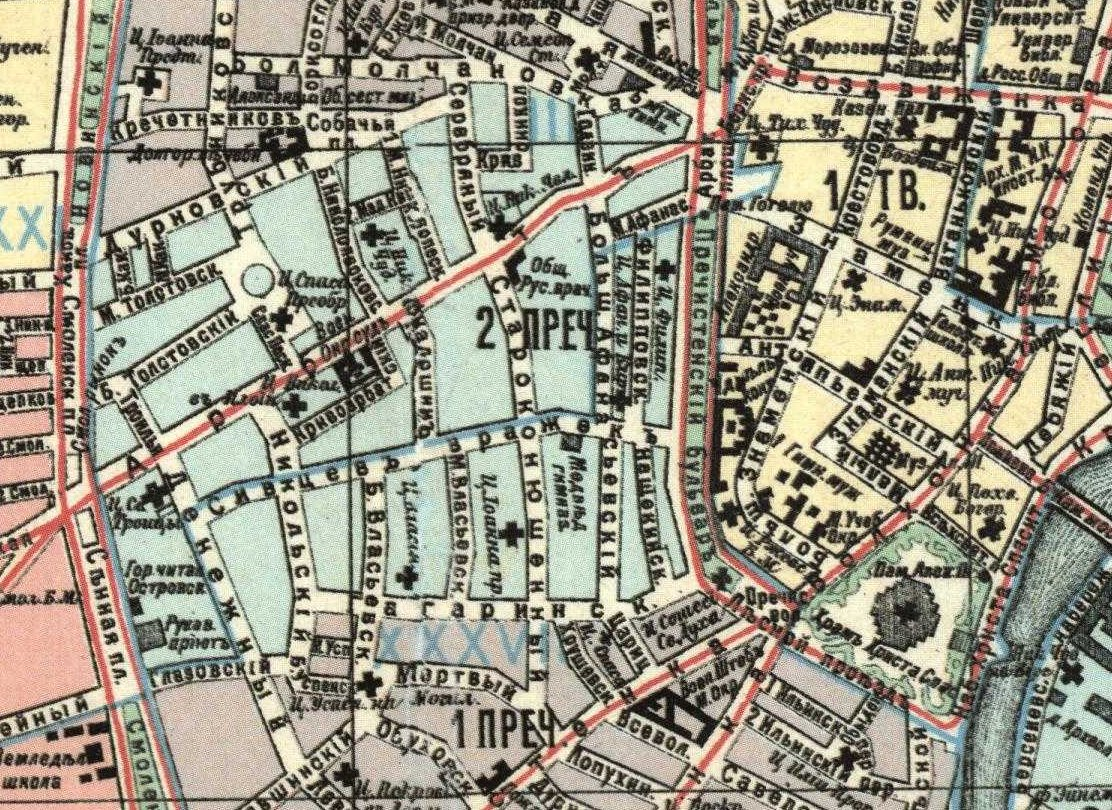
Гагаринский переулок (внизу по центру) на плане Москвы 1917 года

Гагарины владели большой усадьбой в этом месте с конца XVII — начала XVIII века. В 20-е годы XVIII века здесь жил стольник — князь Богдан Иванович Гагарин. Тогда переулок называли Старой Конюшенной улицей, поскольку это была главная улица Конюшенной слободы. К концу XVIII века переулок стали называть Гагаринским, хотя усадьба Гагариных уже была распродана отдельными участками.
В 1962 году Гагаринский переулок переименовали в улицу Рылеева в честь поэта, руководителя Северного общества декабристов К. Ф. Рылеева, который во время пребывания в 1824 году в Москве останавливался в доме у декабриста В. И. Штейнгеля. Но Штейнгель продал свой дом в Гагаринском переулке ещё в 1819 году, а Рылеев жил в его доме на Чистых прудах. В 1993 году улица снова стала Гагаринским переулком.
В музыкальной Москве переулок известен как «родина» знаменитой Гнесинки (училище располагалось в переулке с 1895 по 1900 годы, здание не сохранилось до наших дней).

## Примечательные здания и сооружения

### По нечётной стороне
- № 1 — дом принадлежал семье известных московских булочников Филипповых. До середины 1990-х во дворе функционировала хлебопекарня.
- № 3 — отделение «Россельхозбанка».
- № 5, стр. 1 — жилой дом. В квартире № 1 в 1972—1986 годах жил и работал художник А. Т. Зверев[2].
- № 5, стр. 2, 3  7737797000 — городская усадьба А. Т. Ржевского — Лихачёвых — М. Филиппа (сер. XVIII в. — 1-я пол. XIX в.; 1990-е гг.), объект культурного наследия регионального значения. В 1839—1842 годах владельцем усадьбы был декабрист М. Ф. Орлов. Здесь в 1885 году жил художник-пейзажист И. И. Левитан, в 1915 году — поэт Б. Л. Пастернак[2].
- № 7 — жилой дом. В квартире № 3 в 1935—1938 годах жила семья М. Э. Плисецкого: жена, актриса Ра Мессерер и дочь, будущая балерина Майя Плисецкая.
- № 9 — доходный дом (1906, архитектор И. А. Герман)
- № 11  771620482920005 — собственный особняк архитектора Н. Г. Фалеева (1810-е; 1817—1845; 1895—1896, арх. Н. Г. Фалеев), объект культурного наследия регионального значения[2]. В 1920-х и 30-х годах дом предоставлялся иностранным дипломатам и назывался 10-м домом Наркоминдела. В этом доме жил знаменитый американский журналист Джон Рид, автор «10 дней, которые потрясли мир». В интерьерах сохранилась голландская печь в стиле рококо, паркет 19 в., в тамбуре при входе на полу мозаикой выложена дата последней перестройки дома «1896». Дом в собственности МИДа, отреставрирован в 2012 г.
- № 15/7  771510302210006 — дом барона Штейнгеля 1816 года постройки. В 1830 году снимался семьёй Тургеневых. Со второй половины XIX в. принадлежал семье профессора Н. М. Лопатина. Как писал Е. Н. Трубецкой, «в Москве в то время не было дома, который бы столь ярко олицетворял духовную атмосферу московского культурного общества, как дом Лопатиных»; на «лопатинские среды» здесь собирались многие известные литераторы, университетские профессора... Ныне — отделение архитектуры Академии художеств.[3] Одна из «парадных» приёмных Зураба Церетели (в окно видны фото Церетели вместе с Путиным и Медведевым). Во дворе — ресторан грузинской кухни и мини-зоопарк с кроликами, козами и ручным удавом.
- № 23, стр. 1, 2 — ансамбль доходных домов О. А. Гартман (1910—1911, архитектор Д. М. Челищев), ценный градоформирующий объект[2].
- № 25 — усадебный дом, построенный в 1820 году. Дом построен в 1820 году после пожара Москвы и сохранил облик скромного ампирного дома. В 1867—1879 годах в доме жил декабрист П. Н. Свистунов. Здесь бывали возвратившиеся из ссылки декабристы М. И. Муравьёв-Апостол, М. А. Бестужев, А. Е. Розен. В 1878 г. декабриста дважды навестил Л. Н. Толстой. В 1912—1947 годах в особняке жил архитектор А. В. Щусев[2]. В 2000—2008 годах во дворе владения построен офисный комплекс (архитекторы М. Хазанов, Д. Размахнин, Г. Мудров)[4]. К началу 2000-х годов усадебный дом обветшал, на средства возводившего офисный комплекс инвестора в 2005—2007 годах была проведена реставрация особняка. В здании хорошо сохранились интерьеры XIX века[5].
- № 29 — жилой дом (1905, архитектор М. Я. Кульчицкий)
- № 33/5/2 — офисное здание Внешторгбанка (архитектор А. Р. Воронцов)
- № 35 — особняк А. Д. Муравьёва (1905, 1913, архитектор А. Д. Муравьёв). Здесь жил актёр и режиссёр Сергей Юрский.
- № 37 — особняк (1907, архитектор С. М. Калугин). В январе 1907 года князь А. В. Чегодаев купил у почётного гражданина Москвы И. А. Ермолова, «дворовое место» с одноэтажным деревянным домом, вместо которого было построено двухэтажное здание для хирургической лечебницы.

### По чётной стороне
- № 2 — дом построен в 1852 году архитектором Николаем Козловским. Здесь вплоть до своей смерти в 1881 году жил архитектор Константин Тон.
- № 4/2 — дом сестёр Л. М. и А. М. Ильинских (воссоздан), объект культурного наследия регионального значения. Здесь в 1831 году у своего друга П. В. Нащокина жил А. С. Пушкин[2].
- № 6 — жилой дом. Здесь жили актёр Вячеслав Тихонов[6], военачальники Георгий Егоров[7] и Михаил Зайцев[8].
- № 8А  7733869000 — особняк С. Д. Мстиславского (1925, архитекторы А. В. Щусев, Б. К. Рерих, инж. С. И. Макаров)[2]. В настоящее время в доме мастерская художника-иллюстратора Владимира Чапли, называющего себя внуком С. Д. Мстиславского.
- № 14/5— доходный дом И. М. Коровина (1914, архитектор И. Г. Кондратенко)[9]. В доме жил актёр и режиссёр Олег Ефремов[10].
- № 16 — жилой дом. Здесь жил советский и российский политический деятель А. Н. Яковлев[11].
- № 18/2 — Усадьба Казаринова-Вишнякова. Главный дом (1817, 1877 год) — особняк Николая Петровича Вишнякова (Пристройки 1903 года, архитектор М. А. Фелькнер).
- № 18/2, стр. 3 — Дом, в котором в 1900—1915 годах жил композитор С. И. Танеев[2].

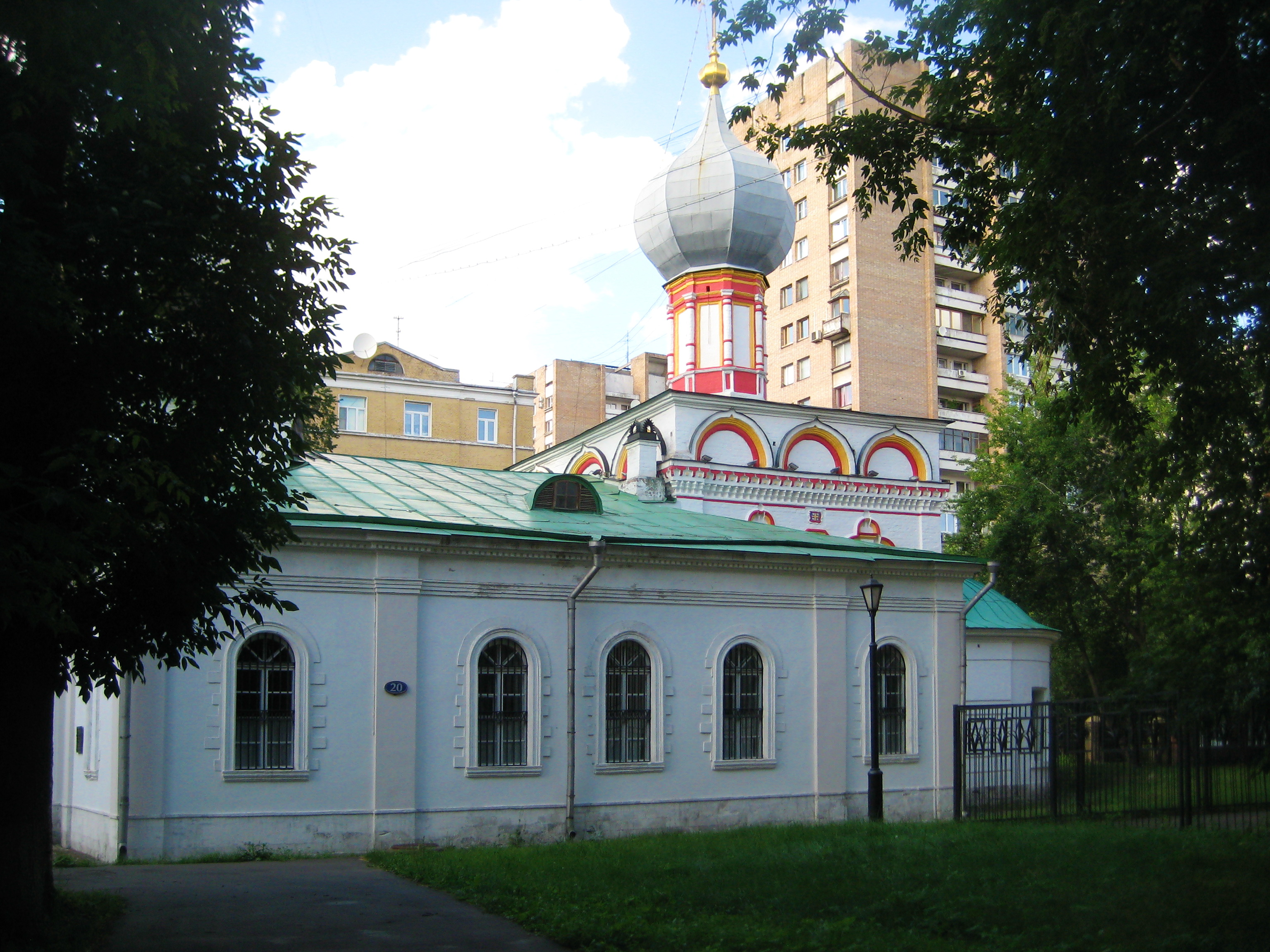
Церковь святого Власия

- № 20 — Храм священномученика Власия в Старой Конюшенной слободе
- № 22/8 — Дом причта церкви св. Власия, 1822 год.
- № 24/7 — жилой дом. Здесь жили видные врачи — невропатолог Е. В. Шмидт[12], рентгенолог И. Л. Тагер[13], кардиохирург Г. М. Соловьёв[14].

## Переулок в произведениях литературы и искусства
- Упоминается в рассказе «Охотники 2» серии «Этногенез».
- Упоминается в романе Сергея Лукьяненко «Спектр» как место расположения одного из 14 земных Врат
- Особняк с грифонами (№ 11) описан в плутовском романе Георгия Давыдова «Аполлон».
- Дом с стиле модерн 1910 года постройки (№ 28) появляется в кадре советского детского фильма «Гостья из будущего» режиссёра Павла Арсенова.